# روبرت موريس (سياسي)
روبرت موريس (بالإنجليزية: Robert Morris)‏ هو سياسي أمريكي، ولد في 15 يوليو 1838 في أثلون في جمهورية أيرلندا، وتوفي في 24 يونيو 1917 في دنفر في الولايات المتحدة.